# Figna
La Figna è un torrente della Val Camonica, in provincia di Brescia, lungo circa 2 km.
Nasce sul Pizzo Badile Camuno, nel gruppo dell'Adamello, dalla confluenza dei torrenti Varecola e Dafus; ha una bassa portata d'acqua, che varia molto in base alle stagioni.
Attraversa i comuni di Cimbergo e Ceto fino a sfociare nel lato orientale del fiume Oglio.

## Toponimo
Figna è anche toponimo della località che si estende tra il comune di Cimbergo ed il paese di Nadro.